# Jokozunák listája
Ez a lista azoknak a szumóbirkózóknak a felsorolását tartalmazza, akik elérték a sportág legmagasabb rangját és jokozunává nevezték ki őket. 
Megjegyzések:
- Belépési szertartás stílusa: A belépési szertartás vagy más néven dohjó-iri jokozunák esetén hagyományosan kétféle stílusú lehet: Unrjú és a Siranui. Bővebben lásd: dohjó-iri.
- Visszavonulás utáni név: A jokozunák visszavonulásuk után jogosultak választani egy edzői vagy más néven tosijori nevet maguknak, ezen a néven szerepelnek a Japán Szumószövetség tagjaiként is. Előfordult, hogy a visszavonult birkózók megváltoztatták a nevüket, ez az oszlop az utolsót tartalmazza. Bővebben lásd: tosijori, tosijori kabu és ojakata.

| Szám. | Név                     | Nevük japán írással    | Bajnoki címek száma | Származásuk                                           | Kinevezés | Utolsó verseny | Belépési szertartás stílusa | Visszavonulás utáni név |
| ----- | ----------------------- | ---------------------- | ------------------- | ----------------------------------------------------- | --------- | -------------- | --------------------------- | ----------------------- |
| 1     | Akasi Siganoszuke       | 明石 志賀之助          | nincs adat          | Tocsigi?                                              | 1624?     | ?              |                             |                         |
| 2     | Ajagava Goródzsi        | 綾川 五郎次            | nincs adat          | ?                                                     | 1749      | ?              |                             |                         |
| 3     | Marujama Gondadzaemon   | 丸山 権太左衛門        | nincs adat          | Mijagi                                                | ?         | ?              |                             |                         |
| 4     | Tanikadze Kadzsinoszuke | 谷風 梶之助            | 21                  | Mijagi                                                | 1789      | 1794           |                             |                         |
| 5     | Onogava Kiszaburó       | 小野川 喜三郎          | 7                   | Siga                                                  | 1789      | 1797           |                             | Onogava                 |
| 6     | Ónomacu Midorinoszuke   | 阿武松 緑之助          | 5                   | Isikava                                               | 1828      | 1835           |                             | Ónomacu                 |
| 7     | Inadzuma Raigoró        | 稲妻 雷五郎            | 10                  | Ibaraki                                               | 1830      | 1839           |                             |                         |
| 8     | Siranui Dakuemon        | 不知火 諾右衛門        | 1                   | Kumamoto                                              | 1840      | 1844           |                             | Minato                  |
| 9     | Hidenojama Raigoró      | 秀の山 雷五郎          | 6                   | Mijagi                                                | 1847      | 1850           |                             | Hidenojama              |
| 10    | Unrjú Hiszakicsi        | 雲龍 久吉              | 7                   | Fukuoka                                               | 1861      | 1865           | Siranui                     | Oitekaze                |
| 11    | Siranui Kóemon          | 不知火 光右衛門        | 3                   | Kumamoto                                              | 1863      | 1869           | Unrjú                       | Minato                  |
| 12    | Dzsinmaku Kjúgoró       | 陣幕 久五郎            | 5                   | Simane                                                | 1867      | 1867           |                             |                         |
| 13    | Kimendzan Tanigoró      | 鬼面山 谷五郎          | 7                   | Gifu                                                  | 1869      | 1870           | Siranui                     |                         |
| 14    | Szakaigava Namiemon     | 境川 浪右衛門          | 5                   | Csiba                                                 | 1877      | 1881           |                             | Szakaigava              |
| 15    | I. Umegatani Tótaró     | 梅ケ谷 藤太郎          | 9                   | Fukuoka                                               | 1884      | 1885           |                             | Ikazucsi                |
| 16    | I. Nisinoumi Kadzsiró   | 西ノ海 嘉治郎 (初代)   | 2                   | Kagosima                                              | 1890      | 1896           |                             | Izucu                   |
| 17    | Konisiki Jaszokicsi     | 小錦 八十吉            | 7                   | Csiba                                                 | 1896      | 1901           |                             | Hatacsijama             |
| 18    | Ódzucu Manemon          | 大砲 万右衛門          | 2                   | Mijagi                                                | 1901      | 1908           |                             | Macucsijama             |
| 19    | Hitacsijama Taniemon    | 常陸山 谷右衛門        | 7                   | Ibaraki                                               | 1903      | 1914           | saját                       | Devanoumi               |
| 20    | II. Umegatani Tótaró    | 梅ヶ谷 藤太郎 (二代目) | 3                   | Tojama                                                | 1905      | 1915           | Unrjú                       | Ikazucsi                |
| 21    | Vakasima Gonsiró        | 若島 権四郎            | 4                   | Csiba                                                 | 1905      | 1907           |                             | Vakasima                |
| 22    | Tacsijama Mineemon      | 太刀山 峰右衛門        | 11                  | Tojama                                                | 1911      | 1918           | Siranui                     | Azumazeki               |
| 23    | Ókido Moriemon          | 大木戸 森右衛門        | 10                  | Hjógo                                                 | 1912      | 1914           |                             | Minato                  |
| 24    | Ótori Tanigoró          | 鳳 谷五郎              | 2                   | Csiba                                                 | 1915      | 1920           | Unrjú                       | Mijagino                |
| 25    | II. Nisinoumi Kadzsiró  | 西ノ海 嘉治郎 (二代目) | 1                   | Kagosima                                              | 1916      | 1918           | Unrjú                       | Izucu                   |
| 26    | Ónisiki Uicsiró         | 大錦 卯一郎            | 5                   | Oszaka                                                | 1917      | 1923           | Unrjú                       |                         |
| 27    | Tocsigijama Morija      | 栃木山 守也            | 9                   | Tocsigi                                               | 1918      | 1925           | Unrjú                       | Kaszugano               |
| 28    | Ónisiki Daigoró         | 大錦 大五郎            | 6                   | Aicsi                                                 | 1918      | 1922           | Unrjú                       |                         |
| 29    | Mijagijama Fukumacu     | 宮城山 福松            | 6                   | Ivate                                                 | 1922      | 1931           | Unrjú                       | Sibatajama              |
| 30    | III. Nisinoumi Kadzsiró | 西ノ海 嘉治郎 (三代目) | 1                   | Kagosima                                              | 1923      | 1928           | Unrjú                       | Aszakajama              |
| 31    | Cunenohana Kanicsi      | 常ノ花 寛市            | 10                  | Okajama                                               | 1924      | 1930           | Unrjú                       | Devanoumi               |
| 32    | Tamanisiki Szanemon     | 玉錦 三右衛門          | 9                   | Kócsi                                                 | 1932      | 1938           | Unrjú                       |                         |
| 33    | Muszasijama Takesi      | 武蔵山 武              | 1                   | Kanagava                                              | 1935      | 1939           | Unrjú                       | Dekijama                |
| 34    | Minanogava Tódzó        | 男女ノ川 登三          | 2                   | Ibaraki                                               | 1936      | 1942           | Unrjú                       | Minanogava              |
| 35    | Futabajama Szadadzsi    | 双葉山 定次            | 12                  | Óita                                                  | 1937      | 1945           | Unrjú                       | Tokicukaze              |
| 36    | Hagurojama Maszadzsi    | 羽黒山 政司            | 7                   | Niigata                                               | 1941      | 1953           | Siranui                     | Tacunami                |
| 37    | Akinoumi Szecuo         | 安藝ノ海 節男          | 1                   | Hirosima                                              | 1942      | 1946           | Unrjú                       | Fudzsisima              |
| 38    | Terukuni Mandzó         | 照國 万蔵              | 2                   | Akita                                                 | 1942      | 1953           | Unrjú                       | Iszegahama              |
| 39    | Maedajama Eigoró        | 前田山 英五郎          | 1                   | Ehime                                                 | 1947      | 1949           | Unrjú                       | Takaszago               |
| 40    | Adzumafudzsi Kinicsi    | 東富士 欽壱            | 6                   | Tokió                                                 | 1948      | 1954           | Unrjú                       | Nisikido                |
| 41    | Csijonojama Maszanobu   | 千代の山 雅信          | 6                   | Hokkaidó                                              | 1951      | 1959           | Unrjú                       | Kokonoe                 |
| 42    | Kagamiszato Kijodzsi    | 鏡里 喜代治            | 4                   | Aomori                                                | 1953      | 1958           | Unrjú                       | Tacutagava              |
| 43    | Josibajama Dzsunnoszuke | 吉葉山 潤之輔          | 1                   | Hokkaidó                                              | 1954      | 1958           | Siranui                     | Mijagino                |
| 44    | Tocsinisiki Kijotaka    | 栃錦 清隆              | 10                  | Tokió                                                 | 1954      | 1960           | Unrjú                       | Kaszugano               |
| 45    | I. Vakanohana Kandzsi   | 若乃花 幹士 (初代)     | 10                  | Aomori                                                | 1958      | 1962           | Unrjú                       | Futagojama              |
| 46    | Aszasio Taró            | 朝潮 太郎              | 5                   | Hjógo                                                 | 1959      | 1962           | Unrjú                       | Takaszago               |
| 47    | Kasivado Cujosi         | 柏戸 剛                | 5                   | Jamagata                                              | 1961      | 1969           | Unrjú                       | Kagamijama              |
| 48    | Taihó Kóki              | 大鵬 幸喜              | 32                  | Hokkaidó                                              | 1961      | 1971           | Unrjú                       | Taihó                   |
| 49    | Tocsinoumi Terujosi     | 栃ノ海 晃嘉            | 3                   | Aomori                                                | 1964      | 1966           | Unrjú                       | Kaszugano               |
| 50    | Szadanojama Sinmacu     | 佐田の山 晋松          | 6                   | Nagaszaki                                             | 1965      | 1968           | Unrjú                       | Nakadacsi               |
| 51    | Tamanoumi Maszahiro     | 玉の海 正洋            | 6                   | Aicsi                                                 | 1970      | 1971           | Siranui                     |                         |
| 52    | Kitanofudzsi Kacuaki    | 北の富士 勝昭          | 10                  | Hokkaidó                                              | 1970      | 1974           | Unrjú                       | Dzsinmaku               |
| 53    | Kotodzakura Maszakacu   | 琴櫻 傑将              | 5                   | Tottori                                               | 1973      | 1974           | Siranui                     | Szadogatake             |
| 54    | Vadzsima Hirosi         | 輪島 大士              | 14                  | Isikava                                               | 1973      | 1981           | Unrjú                       | Hanakago                |
| 55    | Kitanoumi Tosimicu      | 北の湖 敏満            | 24                  | Hokkaidó                                              | 1974      | 1985           | Unrjú                       | Kitanoumi               |
| 56    | II. Vakanohana Kandzsi  | 若乃花 幹士 (二代目)   | 4                   | Aomori                                                | 1978      | 1983           | Unrjú                       | Magaki                  |
| 57    | Mienoumi Cujosi         | 三重ノ海 剛司          | 3                   | Mie                                                   | 1979      | 1980           | Unrjú                       | Muszasigava             |
| 58    | Csijonofudzsi Micugu    | 千代の富士 貢          | 31                  | Hokkaidó                                              | 1981      | 1991           | Unrjú                       | Kokonoe                 |
| 59    | Takanoszato Tosihide    | 隆の里 俊英            | 4                   | Aomori                                                | 1983      | 1986           | Siranui                     | Naruto                  |
| 60    | Futahaguro Kódzsi       | 双羽黒 光司            | 0                   | Mie                                                   | 1986      | 1988           | Siranui                     |                         |
| 61    | Hokutoumi Nobujosi      | 北勝海 信芳            | 8                   | Hokkaidó                                              | 1987      | 1992           | Unrjú                       | Hakkaku                 |
| 62    | Ónokuni Jaszusi         | 大乃国 康              | 2                   | Hokkaidó                                              | 1987      | 1991           | Unrjú                       | Sibatajama              |
| 63    | Aszahifudzsi Szeija     | 旭富士 正也            | 4                   | Aomori                                                | 1990      | 1992           | Siranui                     | Iszegahama              |
| 64    | Akebono Taró            | 曙 太郎                | 11                  | Hawaii, Amerikai Egyesült Államok                     | 1993      | 2001           | Unrjú                       | Akebono                 |
| 65    | Takanohana Kódzsi       | 貴乃花 光司            | 22                  | Tokió                                                 | 1994      | 2003           | Unrjú                       | Takanohana              |
| 66    | Vakanohana Maszaru      | 若乃花 勝              | 5                   | Tokió                                                 | 1998      | 2000           | Siranui                     | Fudzsisima              |
| 67    | Muszasimaru Kójó        | 武蔵丸 光洋            | 12                  | Hawaii, Amerikai Egyesült Államok (eredetileg Szamoa) | 1999      | 2003           | Unrjú                       | Muszasigava             |
| 68    | Aszasórjú Akinori       | 朝青龍 明徳            | 25                  | Ulánbátor, Mongólia                                   | 2003      | 2010           | Unrjú                       |                         |
| 69    | Hakuhó Só               | 白鵬 翔                | 45                  | Ulánbátor, Mongólia                                   | 2007      | 2021           | Siranui                     |                         |
| 70    | Harumafudzsi Kóhei      | 日馬富士 公平          | 9                   | Ulánbátor, Mongólia                                   | 2012      | 2017           | Siranui                     |                         |
| 71    | Kakurjú Rikiszaburó     | 鶴竜 力三郎            | 6                   | Szühebátor tartomány, Mongólia                        | 2014      | 2021           | Unrjú                       |                         |
| 72    | Kiszenoszato Jutaka     | 稀勢の里 寛            | 2                   | Ibaraki                                               | 2017      | 2019           | Unrjú                       | Araiszo                 |
| 73    | Terunofudzsi Haruo      | 照ノ富士 春雄          | 7                   | Ulánbátor, Mongólia                                   | 2021      | aktív          | Siranui                     |                         |

## Külső hivatkozások
- Jokozunák listája a Japán Szumószövetség honlapján